# 紫の炎 (曲)
「紫の炎」（むらさきのほのお、原題 Burn）はイングランドのハードロック・バンド、ディープ・パープルが1974年に発表した楽曲である。同名のアルバム『紫の炎』からシングル・カットされ、日本でもヒットした。

## 解説
デイヴィッド・カヴァデールとグレン・ヒューズが加入した第3期の最初のアルバム『紫の炎』のオープニング・ナンバー。アルバム『マシン・ヘッド』と同様、スイスのモントルーで、ローリング・ストーンズが所有するモービル・ユニットを借用しレコーディングされた。
有名なリフはジョージ・ガーシュウィンの「魅惑のリズム」に似ていると指摘されてきたが、リッチー・ブラックモアは同曲の引用を否定している。収録時間が6分前後、ギターとオルガンのソロがある、歌詞が4番まであるなど彼等の代表曲「ハイウェイ・スター」と類似している。間奏部の「Gm-Cm-F-Bb-Eb-Cm-D7」のコード進行部分はバッハの楽曲から引用された。カヴァデールとヒューズのツイン・ヴォーカルが新境地を開いた。
日本とアメリカでは、1974年3月にシングルカットされたが、イギリスでは「テイク・ユア・ライフ」がA面に選ばれた。
「ハイウェイ・スター」に代わってコンサートのオープニングに採用された。第4期でもオープニングに演奏され、第6期でも取り上げられた。ブラックモアが再結成したレインボー、カヴァデールのホワイトスネイクでも演奏された。

## シングル収録曲

### 1974年 パープル・レコード盤
1. 紫の炎 Burn
2. コロナリアス・レディッグ Coronarias redig

### 1998年 ダブリューイーエー・ジャパン盤
1. 紫の炎 Burn
2. テイク・ユア・ライフ Might Just Take Your Life

## パーソネル
- リッチー・ブラックモア - エレクトリックギター
- デイヴィッド・カヴァデール - リードヴォーカル
- グレン・ヒューズ - エレクトリックベース、リードヴォーカル
- ジョン・ロード - オルガン
- イアン・ペイス - ドラム

## カバー
- ライオット - 『ナイトブレイカー』（1993年）
- グレン・ヒューズ - 『フロム・ナウ・オン』（1994年）
- Kill II This - 『Another Cross II Bare』（1996年）
- ソイルワーク - 『Steelbath Suicide（日本盤ボーナストラック）』（1998年）、EP『The Early Chapters』（2004年）
- マイケル・アンジェロ - 『Hands Without Shadows』（2005年）
- W.A.S.P. - 『Babylon』（2009年）
- Monkey3 - EP『Undercover』（2009年）
- ホワイトスネイク - 『ザ・パープル・アルバム』（2015年）[3]
- Steve 'N' Seagulls - 『Brothers In Farms』（2016年）
- Thomas Zwijsen - 『Nylon Metal』（2018年）
- Suspended 4th - 『Travel The Galaxy』（2022年）[4]

## その他
- エディ・ヴァン・ヘイレンは、この曲のギター・リフがお気に入りの一つであると語っている[5]。
- 日本のハードロック/ヘヴィメタル専門誌「BURRN!」と編集社｢バーン・コーポレーション｣[注釈 4]の名前の由来になっている。
- タマホーム のCMソングとしても使われていた[注釈 5]。